# Мак-Кракен (округ)
Мак-Кра́кен (англ. McCracken County) — округ в штате Кентукки, США. Официально образован в 1825 году. По состоянию на 2010 год, численность населения составляла 65 565 человек.

## География
По данным Бюро переписи США, общая площадь округа равняется 694,121 км2, из которых 644,911 км2 суша и 49,210 км2 или 7,200 % это водоемы.

### Соседние округа
- Массак, штат Иллинойс (север)
- Ливингстон (северо-восток)
- Маршалл (восток)
- Грейвс (юг)
- Карлайл (юго-запад)
- Баллард (запад)

## Население
По данным переписи населения 2000 года в округе проживает 65 514 жителей в составе 27 736 домашних хозяйств и 18 444 семей. Плотность населения составляет 101,00 человек на км2. На территории округа насчитывается 30 361 жилых строений, при плотности застройки около 47,00-ти строений на км2. Расовый состав населения: белые — 86,76 %, афроамериканцы — 10,88 %, коренные американцы (индейцы) — 0,22 %, азиаты — 0,51 %, гавайцы — 0,05 %, представители других рас — 0,40 %, представители двух или более рас — 1,18 %. Испаноязычные составляли 1,06 % населения независимо от расы.
В составе 29,60 % из общего числа домашних хозяйств проживают дети в возрасте до 18 лет, 51,10 % домашних хозяйств представляют собой супружеские пары проживающие вместе, 12,20 % домашних хозяйств представляют собой одиноких женщин без супруга, 33,50 % домашних хозяйств] не имеют отношения к семьям, 29,70 % домашних хозяйств состоят из одного человека, 12,30 % домашних хозяйств состоят из престарелых (65 лет и старше), проживающих в одиночестве. Средний размер домашнего хозяйства составляет 2,31 человека, и средний размер семьи 2,86 человека.
Возрастной состав округа: 23,40 % моложе 18 лет, 7,90 % от 18 до 24, 28,10 % от 25 до 44, 24,70 % от 45 до 64 и 24,70 % от 65 и старше. Средний возраст жителя округа 39 лет. На каждые 100 женщин приходится 90,50 мужчин. На каждые 100 женщин старше 18 лет приходится 86,30 мужчин.
Средний доход на домохозяйство в округе составлял 33 865 USD, на семью — 42 513 USD. Среднестатистический заработок мужчины был 36 417 USD против 22 704 USD для женщины. Доход на душу населения составлял 19 533 USD. Около 11,40 % семей и 15,10 % общего населения находились ниже черты бедности, в том числе — 21,90 % молодёжи (тех, кому ещё не исполнилось 18 лет) и 12,30 % тех, кому было уже больше 65 лет.